# Maud de Huntingdon
Maud de Huntingdon (vers 1070/75 – 1130 ou 1131), comtesse de Huntingdon, est une importante héritière anglo-normande qui devient reine d'Écosse par son mariage avec David Ier.

## Biographie
Elle est la fille de Waltheof († 1076), comte de Huntingdon et de Northumbrie, et de Judith de Lens († 1086 ou après). Son père est le dernier comte anglo-saxon d'Angleterre, l'un des rares à survivre à la conquête normande de l'Angleterre de 1066, qui réussit à s'intégrer dans aristocratie des nouveaux maîtres du royaume. Waltheof est aussi le cousin germain de Malcolm III d'Écosse. Il est exécuté pour trahison en 1076. Sa mère est une nièce de Guillaume le Conquérant, duc de Normandie puis roi d'Angleterre après 1066. Par son côté normand, elle est cousine de Godefroy de Bouillon,.
Maud épouse Simon Ier de Senlis († entre 1111 et 1113), comte de Northampton, en 1090 ou peu avant 1090. Elle a trois enfants connus avec lui.
Veuve vers 1112, elle épouse alors David d'Écosse († 1153), prince de Cumbrie. Elle doit alors être âgée de presque 40 ans, et avoir au moins dix ans de plus que lui. Grâce à elle, David entre en possession de vastes domaines désignés par le terme « honneur de Huntingdon ». Cet honneur comprend des terres allant du sud du Yorkshire au Middlesex, la grande majorité d'entre elles étant dans les comtés du Bedfordshire, Cambridgeshire, Huntingdonshire et Northamptonshire.
Cet honneur aurait dû revenir au fils de Maud, Simon II de Senlis, mais il est mineur à la mort de son père entre 1111 et 1113. La garde du titre de comte et de l'honneur de Huntingdon est alors confiée au futur roi d'Écosse. Même après avoir atteint la majorité, et après la mort de sa mère, il ne peut obtenir son héritage, car David Ier en garde le contrôle. Le roi Étienne d'Angleterre reconnaît même Henry, son demi-frère, comte de Huntingdon par les traités successifs de Durham en 1136 et 1139.  Ce n'est qu'à l'été 1141, quand les relations diplomatiques avec l'Écosse sont rompues, qu'il prend possession d'une partie de son héritage comme comte de Northampton.
David devient roi d'Écosse en 1124. D'après Robert de Torigny, ils ont quatre enfants ensemble, dont seul Henry parviendra à l'âge adulte. Il précède d'un an son père dans la mort.
Plusieurs références datent la mort de Maud à 1131,. Selon Jean de Fordun, elle est enterrée à l'abbaye de Scone.

## Mariages et descendance
Vers 1090, elle épouse Simon Ier de Senlis († entre 1111 et 1113).
On connaît trois enfants nés de cette union :
1. Mathilde (Maud) de Senlis, mariée à Robert FitzRichard ;
2. Simon II de Senlis, 4e comte de Huntingdon et de Northampton ;
3. Saint Waltheof de Melrose (v.1095-1159).

En secondes noces, Maud épouse David d'Écosse, prince de Cumbrie en 1113. Elle donne alors naissance à :
1. Malcolm (vers 1114 – 1114/1115[9]) ;
2. Henri (vers 1115-1152), 3e comte de Northumberland et de Huntingdon ;
3. Claricia  (1115-1130) ;
4. Hodierna (1117-1140).

## Dans la culture populaire
Maud de Huntingdon apparaît parmi les personnages du roman d'Elizabeth Chadwick The Winter Mantle (2003), ainsi que dans Voice of the Fire (1995) d'Alan Moore et dans David the Prince (1980) de Nigel Tranter.